# EP u amaterskom boksu 1939.
6. Europsko prvenstvo u amaterskom boksu 1939. se održalo od 18. do 22. travnja 1939. u irskom gradu Dublinu.
Boksači su se borili za odličja u osam težinskih kategorija. Sudjelovao je 71 boksač iz 12 država.
Boksači iz Irske i Italije su osvojili 2 naslova prvaka, a Poljske, Njemačke, Švedske i Estonije po 1.
| Kategorija                  | zlato             | srebro             | bronca            |
| muha (-50,8 kg)             | James Ingle       | Nikolaus Obermauer | Guido Nardecchia  |
| bantam (pijetao) (-53,5 kg) | Ulderico Sergo    | Miksa Bondi        | Erich Wilke       |
| pero (-57,1 kg)             | Patrick Dowdall   | Antoni Czortek     | Lambert Genot     |
| laka (-61,2 kg)             | Herbert Nürnberg  | Harald Kanepi      | Zbigniew Kowalski |
| velter (-66,7 kg)           | Antoni Kolczyński | Erik Ågren         | Charles Evenden   |
| srednja (-72,6 kg)          | Anton Raadik      | Józef Pisarski     | Oscar Ågren       |
| poluteška (-79,4 kg)        | Luigi Musina      | Franciszek Szymura | Lajos Szigeti     |
| teška (+79,4 kg)            | Olle Tandberg     | Nemesio Lazzari    | Herbert Runge     |